# Che C'-čen
Che C'-čen (zjednodušená čínština: 贺子珍; pinyin: Hè Zizhēn; Wade–Gilesova transkripce: Ho Tzu-chen; 20. září 1910 – 19. dubna 1984) byla třetí ženou Mao Ce-tunga v letech 1928-1937.

## Život

### Dětství a mládí
Che C´-čen se narodila v roce 1909 ve městě Jung-sin v provincii Ťiang-si. V době jejího narození byl její otec okresním soudcem ve Fu-sia-nu v Ťiang-si. Byl však uvězněn za zanedbání povinností a propuštěn ze služby. Po jeho propuštění byla většina rodinného majetku rozprodána, přičemž jeho žena a děti žili v naprosté chudobě. Aby si rodina Che vydělala na živobytí, zřídila si na předměstí Jung-sinu čajovnu.
Che C´-čen byla přijata do církevní školy, kterou v Jung-sinu vedli finští křesťanští misionáři. Již během své školní docházky projevovala statečnou a vzdorovitou povahu. Brzy prokázala své vůdčí schopnosti a stala se mezi studenty města oblíbenou. V tomto období se několik mladých lidí z Jung-sinu, kteří studovali v hlavním městě provincie, vrátilo do svého rodiště, aby propagovali komunismus a organizovali revoluční boj.
V období Rudé armády se Mao Ce-tungova manželka Che Č'-žen stala legendární ženou. V roce 1925 se jako šestnáctiletá stala první ženou ve straně a první ženou ministryní v okrese Jung-sin v provincii Ťiang-si, ve svých 17 letech také vedla nepokoje v Jung-xinu. Po neúspěchu revoluce bojovala v Ťing-kang-šanu v dalekém vnitrozemí provincie a stala se též prvním ženským vojákem v Ťing-kang-šanu. 
Che C'-čen se s Mao Ce-tungem seznámila na jaře 1928 v Ťing-kang-šanu, kde je seznámil Jüan Wen-cchaj, spolužák jejího staršího bratra. Che C'-čen byla odbornicí na partyzánský boj, byla také vynikající střelkyní, která si vysloužila přezdívku "generálka s dvěma zbraněmi". 
S Mao Ce-tungem se do sebe zamilovali a v roce 1928 se vzali. V říjnu 1934 se s Maem zúčastnila slavného "Dlouhého pochodu" (1934-35).

### Manželství
Doprovázela Maa, o téměř 17 let staršího než ona sama, po celou dobu jeho partyzánské války.
Che Č'-žen měla s Mao Ce-tungem tři dcery a tři syny, ale kromě dcery Li Min všichni zemřeli mladí nebo se od rodiny odloučili. Jejich nejstarší dceru, která zůstala v místní rodině ve Fu-ťia-nu, našel a poznal Che C´-čenin bratr v roce 1973, ale nikdy neměla příležitost se s Maem ani Che setkat.
Dva angličtí badatelé, kteří se v letech 2002-2003 vydali po stopách celého Dlouhého pochodu, našli ženu, o níž se domnívají, že by mohla být pohřešovaným dítětem, které Mao a Che v roce 1935 zanechali v péči jiných.
Che C´-čen během Dlouhého pochodu utrpěla 17 zranění, když se snažila chránit zraněného úředníka před bombou. Její zdravotní stav byl poté špatný a v roce 1937 byla poslána na léčení do Sovětského svazu.
Později navštěvovala Moskevskou východní univerzitu. Během pobytu Che C'-čen v Rusku se Mao seznámil a oženil se svou čtvrtou ženou Ťiang Čching, která se později stala vůdkyní nechvalně proslulého "gangu čtyř" během kulturní revoluce (1966-1976).
Do Číny se vrátila v roce 1947 a po vzniku Nové Číny působila Che C´-čen ve svazu žen v Chang-čou ve východní provincii Če-ťiang a byla členkou nejvyššího politického poradního orgánu, Čínské lidové politické poradní konference.
V roce 1984 zemřela Che C´-čen sama v nemocnici v Šanghaji.

## Odkaz
V roce 2007 byla v Yongxinu otevřena pamětní síň Che C´-čen, které se jako host zúčastnila její dcera Li Min.
Jedná se o dvoupatrovou budovu o rozloze 11 617 metrů čtverečních v okrese Jung-sin, kde se Che C´-čen v roce 1910 narodila. Vláda okresu Jung-sin vynaložila na stavbu památníku více než osm milionů jüanů.